# Đula Mešter
 (août 2023).
Si vous disposez d'ouvrages ou d'articles de référence ou si vous connaissez des sites web de qualité traitant du thème abordé ici, merci de compléter l'article en donnant les références utiles à sa vérifiabilité et en les liant à la section « Notes et références ».
Đula Mešter, né le 3 avril 1972, est un joueur de volley-ball serbe, champion olympique avec l'équipe nationale yougoslave aux Jeux olympiques de Sydney, en 2000.
D'une taille de 2,03 m, il évoluait au poste de contreur central. 
Il a participé aux Jeux olympiques d'Athènes, en 2004, au sein de l'équipe représentant la Serbie et le Monténégro.
Après sa retraite en tant que joueur, il prend la présidence du SD Spartak de Subotica. Il est vice-président puis premier vice-président de la Fédération serbe de volleyball, à partir de 2016, avant d'en être nommé président en 2023, en remplacement de Zoran Gajić.